# 三河かおり
三河 かおり（みかわ かおり、1972年8月8日 - ）は、新潟テレビ21のアナウンサー。
北海道室蘭市出身。NHK室蘭放送局⇒NHK札幌放送局勤務を経て、2003年に入社。

## 人物
- 北海道室蘭商業高等学校出身。
- 第4回（2005年）ANNアナウンサー賞の「原稿のあるもの部門」（ニュース・ナレーション等）で優秀賞を受賞している。
- 2011年6月に結婚[1]。

## 担当番組
まるどりっ!UP
- アナみ～て
- Team ECO（CM）
- 報道特別番組
- UXニュース

## 過去担当番組
- もぎたてラジオ便ほっかいどう（NHK札幌放送局）
- まるどりっ!